# Evelyn King

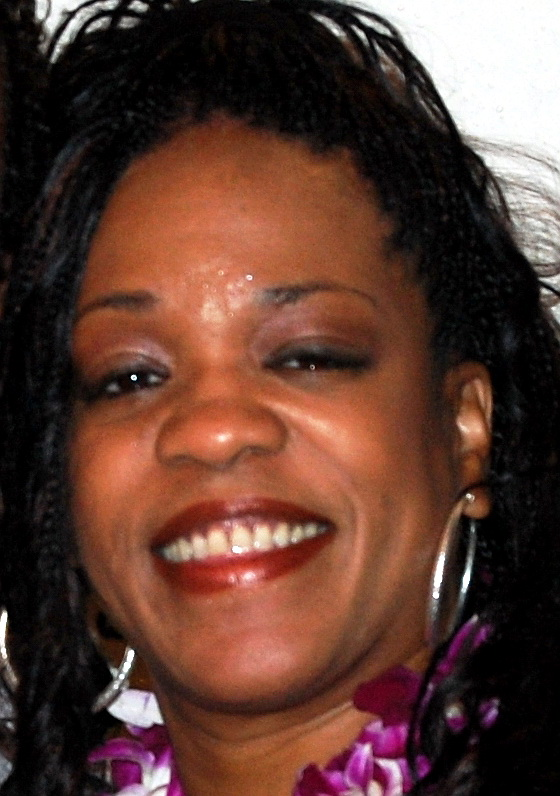
Evelyn King (2008)

Evelyn „Champagne“ King (* 1. Juli 1960 in New York, New York) ist eine US-amerikanische Disco-, Postdisco- und R&B-Sängerin. Während der Disco-Ära gelang ihr mit dem Klassiker Shame der Durchbruch.

## Karriere
Evelyn King wurde im New Yorker Stadtteil Bronx geboren, wuchs aber in Philadelphia auf. Bereits als Teenager arbeitete sie in den Sigma-Studios von Gamble und Huff – allerdings als Putzfrau. Bei dieser Tätigkeit sang King gerne, durch Zufall wurde der Produzent Theodore Life auf ihre „erwachsene Stimme“ (Allmusic) aufmerksam. 1977 unterschrieb sie bei RCA einen langjährigen Vertrag. Als Zusatz in ihrem Namen wählte sie das Wort „Champagne“, laut der Künstlerin als Anlehnung zu ihrem Spitznamen „Bubbles“ (Schaumblase). Kings Singles Shame und I Don't Know If It’s Right waren auf Anhieb Superhits in den amerikanischen Pop-, R&B- und Disco-Charts und wurden mit Gold ausgezeichnet. Besonders Shame etablierte sich als Klassiker des Disco-Genres: Das Fachmagazin New Musical Express platzierte den Song 1978 auf Platz 11 der „Singles des Jahres“. 2000 wurden auf dem Musiksender VH1 die „100 größten Dance-Songs“ gewählt, Shame belegte den 19. Platz. Außerdem wurde der Song 2004 in die Dance Music Hall of Fame aufgenommen.
King nahm bis 1985 insgesamt acht Alben für RCA auf und hatte unter anderem mit I’m in Love (1981, R&B Platz 1), Love Come Down (ihr einziger Top-10-Hit in Großbritannien, R&B Platz 1), Betcha She Don't Love You (1982) und Your Personal Touch (1985) weitere Hits. In den Jahren 1981 und 1982 verzichtete sie kurzzeitig auf den Spitznamen „Champagne“, das Album Face to Face (1983) erschien wieder mit diesem Zusatz. Im Rahmen der Promotion zu diesem Werk gab die Sängerin bekannt, dass Prince ihr größter musikalischer Einfluss sei.
Die Alben Smooth Talk (1977), Music Box (1979) und Get Loose (1982) wurden ebenfalls mit Gold ausgezeichnet. Mit dem Beginn der 1990er Jahre ließ Kings Erfolg nach. Sie blieb bis heute als Live-Künstlerin aktiv, sporadisch nimmt sie auch Alben auf. 2008 erschien mit Open Book ihre erste CD nach dreizehn Jahren.

## Diskografie

### Studioalben
| Jahr | Titel        | Höchstplatzierung, Gesamtwochen, AuszeichnungChartplatzierungen (Jahr, Titel, Platzierungen, Wochen, Auszeichnungen, Anmerkungen) | Höchstplatzierung, Gesamtwochen, AuszeichnungChartplatzierungen (Jahr, Titel, Platzierungen, Wochen, Auszeichnungen, Anmerkungen) | Anmerkungen                             |
| Jahr | Titel        | UK | US | Anmerkungen                             |
| ---- | ------------ | --- | --- | --------------------------------------- |
| 1977 | Smooth Talk  | — | US14 Gold · (45 Wo.)US | Erstveröffentlichung: 17. August 1977   |
| 1979 | Music Box    | — | US35 Gold · (17 Wo.)US | Erstveröffentlichung: 19. März 1979     |
| 1980 | Call on Me   | — | US124 (7 Wo.)US | Erstveröffentlichung: 8. September 1980 |
| 1981 | I’m in Love  | — | US28 (18 Wo.)US | Erstveröffentlichung: 21. Juni 1981     |
| 1982 | Get Loose    | UK35 (9 Wo.)UK | US27 Gold · (32 Wo.)US | Erstveröffentlichung: 11. August 1982   |
| 1983 | Face to Face | — | US91 (9 Wo.)US | Erstveröffentlichung: 7. November 1983  |
| 1988 | Flirt        | — | US192 (3 Wo.)US | Erstveröffentlichung: 27. April 1988    |

Weitere Alben
- 1984: So Romantic
- 1985: A Long Time Coming
- 1989: The Girl Next Door
- 1990: The Best of
- 1993: Love Come Down: The Very Best of
- 1995: I’ll Keep a Light On
- 1997: Let’s Get Funky
- 2001: Greatest Hits
- 2003: Platinum & Gold Collection
- 2006: If You Want My Lovin
- 2007: Open Book
- 2014: Action: Anthology 1977–1986
- 2015: The Essential

### Singles
| Jahr | Titel Album                            | Höchstplatzierung, Gesamtwochen, AuszeichnungChartplatzierungen (Jahr, Titel, Album, Platzierungen, Wochen, Auszeichnungen, Anmerkungen) | Höchstplatzierung, Gesamtwochen, AuszeichnungChartplatzierungen (Jahr, Titel, Album, Platzierungen, Wochen, Auszeichnungen, Anmerkungen) | Anmerkungen                                       |
| Jahr | Titel Album                            | UK | US | Anmerkungen                                       |
| ---- | -------------------------------------- | --- | --- | ------------------------------------------------- |
| 1977 | Shame Smooth Talk                      | UK39 (23 Wo.)UK | US9 Gold · (19 Wo.)US | Erstveröffentlichung: September 1977              |
| 1978 | I Don’t Know If It’s Right Smooth Talk | UK67 (2 Wo.)UK | US23 Gold · (16 Wo.)US | Erstveröffentlichung: Dezember 1978               |
| 1979 | Music Box                              | — | US75 (6 Wo.)US | Erstveröffentlichung: Mai 1979                    |
| 1981 | I’m in Love                            | UK27 (11 Wo.)UK | US40 (14 Wo.)US | Erstveröffentlichung: Juni 1981                   |
| 1981 | If You Want My Lovin’ I’m in Love      | UK43 (6 Wo.)UK | — | Erstveröffentlichung: September 1981              |
| 1982 | Love Come Down Get Loose               | UK7 Gold · (13 Wo.)UK | US17 (16 Wo.)US | Erstveröffentlichung: August 1982                 |
| 1982 | Back to Love Get Loose                 | UK40 (4 Wo.)UK | — | Erstveröffentlichung: November 1982               |
| 1983 | Betcha She Don’t Love You Get Loose    | — | US49 (11 Wo.)US | Erstveröffentlichung: Januar 1983                 |
| 1983 | Get Loose                              | UK45 (6 Wo.)UK | — | Erstveröffentlichung: Februar 1983                |
| 1983 | Action Face to Face                    | — | US75 (7 Wo.)US | Erstveröffentlichung: Dezember 1983               |
| 1984 | I’m So Romantic So Romantic            | UK76 (3 Wo.)UK | — | Erstveröffentlichung: September 1984              |
| 1985 | Give Me One Reason So Romantic         | UK93 (2 Wo.)UK | — | Erstveröffentlichung: Februar 1985                |
| 1985 | Your Personal Touch A Long Time Coming | UK37 (5 Wo.)UK | US86 (4 Wo.)US | Erstveröffentlichung: Oktober 1985                |
| 1986 | High Horse A Long Time Coming          | UK55 (3 Wo.)UK | — | Erstveröffentlichung: März 1986                   |
| 1988 | Hold on to What You’ve Got Flirt       | UK47 (3 Wo.)UK | — | Erstveröffentlichung: Juli 1988                   |
| 1992 | Shame (Remix) –                        | UK74 (1 Wo.)UK | — | Erstveröffentlichung: Oktober 1992 vs. Altern 8   |
| 1997 | One More Time –                        | UK94 (1 Wo.)UK | — | Erstveröffentlichung: Mai 1997 vs. Divas of Color |

## Auszeichnungen für Musikverkäufe
| Goldene Schallplatte - Kanada - 1978: für die Single Shame |

Anmerkung: Auszeichnungen in Ländern aus den Charttabellen bzw. Chartboxen sind in ebendiesen zu finden.
| Land/RegionAuszeichnungen für Musikverkäufe (Land/Region, Auszeichnungen, Verkäufe, Quellen) | Gold     | Platin | Verkäufe  | Quellen         |
| -------------------------------------------------------------------------------------------- | -------- | ------ | --------- | --------------- |
| Kanada (MC)                                                                                  | Gold1    | —      | 75.000    | musiccanada.com |
| Vereinigte Staaten (RIAA)                                                                    | 5× Gold5 | —      | 3.500.000 | riaa.com        |
| Vereinigtes Königreich (BPI)                                                                 | Gold1    | —      | 400.000   | bpi.co.uk       |
| Insgesamt                                                                                    | 7× Gold7 | —      |           |                 |